# 번뇌 분류법
불교의 번뇌 분류법은 한두 가지가 아니며 많은 분류법이 있다. 가장 널리 쓰이는 대표적인 분류법으로 다음을 들 수 있다.
- 근본번뇌 · 수번뇌 분류
- 불선 · 유부무기 분류
- 견혹 · 수혹의 2혹(二惑)
- 견소단 · 수소단의 2단(二斷)
- 분별기 · 구생기의 2혹(二惑)
- 견소단 · 수소단 · 비소단의 3단(三斷)
- 번뇌장 · 소지장의 2장(二障)
- 견사혹 · 진사혹 · 무명혹의 3혹(三惑)
- 견일처주지 · 욕애주지 · 색애주지 · 유애주지 · 무명주지의 5주지(五住地)

아래 목록에는 '근본번뇌 · 수번뇌 분류'처럼 해당 분류법의 명칭이 없는 것들을 '분류법 명칭 없음' 문단에서 먼저 나열하며, 나머지는 분류법 명칭을 기준으로 먼저 숫자 순으로 그리고 가나다순으로 나열되어 있다. 해당 분류법을 사용하는 주요 종파 또는 해당 분류법의 출전이 '긴 줄표(—)' 다음에 표시되어 있다.

## 번뇌 분류법

### 분류법 명칭 없음
1. 번뇌(잡염): 근본번뇌 · 수번뇌 — 불교 일반

### 1
1. 결(結, 산스크리트어: bandhana, saṃyojana) — 불교 일반[1][2]
2. 결사(結使): 결(結)의 다른 말[2], 사(使)의 다른 말[3] — 불교 일반
3. 사(使, 산스크리트어: anuśaya)[3] — 불교 일반[4]
4. 잡염(번뇌): 불선 · 유부무기 — 불교 일반[5][6]
5. 전(纏, 산스크리트어: paryavasthāna) — 불교 일반[7][8]
6. 정사(正使): 사(使)의 원래의 전체 명칭[4]
7. 추중(麤重, 산스크리트어: dauṣṭhulya, duṣṭhula) — 대승불교, 유식유가행파[9]

### 2

#### 2단
1. 2단(二斷): 견소단(見所斷) · 수소단(修所斷) 또는 견도소단(見道所斷) · 수도소단(修道所斷) — 불교 일반, 유식유가행파의 《유가사지론》 제8권[5][6][10]
2. 2단(二斷): 자박단(子縛斷) · 과박단(果縛斷) — 천태종, 지의의 《법화현의(法華玄義)》 제3권[11][12]
3. 2단(二斷): 자성단(自性斷) · 연박단(緣縛斷) — 설일체유부, 세친의 《구사론》 제16권, 중현의 《현종론》 제4권[11][12]

#### 2박
1. 2박(二縛): 능연박(能緣縛) · 소연박(所緣縛) — 유식유가행파[13][14]
2. 2박(二縛): 상박(相縛) · 조중박(粗重縛) — 유식유가행파[13][14]
3. 2박(二縛): 상응박(相應縛) · 소연박(所緣縛) — 설일체유부[13][14]
4. 2박(二縛): 자박(子縛) · 과박(果縛) — 대승불교 일반[13][14]

#### 2장
1. 2장(二障): 내장(內障) · 외장(外障) — 일본 밀교, 승징의 《아사박초(阿娑縛抄)》 제187권[15][16]
2. 2장(二障): 번뇌장(煩惱障) · 삼매장(三昧障) — 세친의 《금강반야바라밀경론(金剛般若波羅密經論)》[16]
3. 2장(二障): 번뇌장(煩惱障) · 소지장(所知障) — 대승불교 일반, 유식유가행파, 호법 등의 《성유식론》 제9권[15][16]
4. 2장(二障): 번뇌장(煩惱障) · 해탈장(解脫障) — 설일체유부, 세친의 《구사론》 제25권[15][16]
5. 2장(二障): 이장(理障) · 사장(事障) — 《원각경》 하권[15][16]

#### 2혹
1. 2혹(二惑): 견혹(見惑) · 사혹(思惑) — 불교 일반, 특히 천태종[17][18][19][20][21]
2. 2혹(二惑): 견혹(見惑) · 수혹(修惑) — 불교 일반[17][19][21]
3. 2혹(二惑): 계내혹(界內惑) · 계외혹(界外惑) — 천태종[17]
4. 2혹(二惑): 분별기(分別起) · 구생기(俱生起) 또는 분별기혹(分別起惑) · 구생기혹(俱生起惑) — 대승불교 일반, 특히 유식유가행파[17]
5. 2혹(二惑): 이혹(理惑) · 사혹(事惑) — 천태종, 담연의 《법화현의석첨(法華玄義釋籤)》 제6권, 일여 등의 《대명삼장법수(大明三藏法數)》 제7권[19][21]
6. 2혹(二惑): 통혹(通惑) · 별혹(別惑) — 천태종[17]
7. 2혹(二惑): 분별기(分別起) · 구생기(俱生起) 또는 분별기혹(分別起惑) · 구생기혹(俱生起惑) — 대승불교 일반, 특히 유식유가행파[17]
8. 2혹(二惑): 현행혹(現行惑) · 종자혹(種子惑) — 유식유가행파, 규기의 《성유식론술기(成唯識論述記)》 제4권[17][21][22][23][24]

### 3
1. 3박(三縛): 탐박(貪縛) · 진박(瞋縛) · 치박(癡縛) - 불교 일반[25][26]

### 4
1. 4결(四結): 4박(四縛)의 다른 말[27][28]
2. 4박(四縛): 욕애신박(欲愛身縛) · 진에신박(瞋恚身縛) · 계도신박(戒盜身縛) · 아견신박(我見身縛) - 초기불교, 부파불교[27][28]

## 참고 문헌
- 곽철환 (2003). 《시공 불교사전》. 시공사 / 네이버 지식백과. |title=에 외부 링크가 있음 (도움말)
- 운허.  동국역경원 편집, 편집. 《불교 사전》. |title=에 외부 링크가 있음 (도움말)
- (영어) DDB. 《Digital Dictionary of Buddhism (電子佛教辭典)》. Edited by A. Charles Muller. |title=에 외부 링크가 있음 (도움말)
- (중국어) 佛門網. 《佛學辭典(불학사전)》. |title=에 외부 링크가 있음 (도움말)
- (중국어) 星雲. 《佛光大辭典(불광대사전)》 3판. |title=에 외부 링크가 있음 (도움말)